# قزل‌آرای
قزل‌آرای (به قزاقی: Kyzylarai) یک رشته‌کوه در قزاقستان است که در استان قراغندی واقع شده‌است. قزل‌آرای ۱٬۵۶۵ متر بالاتر از سطح دریا واقع شده‌است.